# Лирн
Лирн или Лир је у грчкој митологији био син Анхиса и Афродите.

## Митологија
Према неким изворима, Афродита је родила Анхису Енеја, али и Лирна. Помињали су га Аполодор, Хомер у својој „Илијади“ и Хесиод у теогонији, али се о њему мало зна. Постоји податак да је умро без деце.